# Jezioro Świeskie
Jezioro Świeskie – jezioro w Polsce, położone w woj. kujawsko-pomorskim, w powiecie radziejowskim, w gminie Bytoń.

## Charakterystyka
To typowy przykład jeziora rynnowego. Jest niewielkim, płytkim zbiornikiem wodnym. Ma charakter stawu naturalnego. Jest intensywnie użytkowane rybacko. Na południe od jeziora znajdują się oddzielone jedynie wąskim pasem grobli stawy rybackie. Jezioro Świeskie od północy jest zasilane przez wody Kanału Gopło-Świesz. Odpływ znajduje się na południu. Jest podatne na degradację ze względu na niekorzystne warunki morfometryczne.

## Ochrona przyrody
Jezioro Świeskie wchodzi w skład obszaru chronionego krajobrazu – Jezioro Głuszyńskie.
Jezioro Świeskie poprzez Kanał Gopło-Świesz, który łączy zlewnię rzeki Zgłowiączki ze zlewnią rzeki Noteć (jeziora Gopło) odgrywa ważną rolę melioracyjną. Z jeziorem związany jest kompleks roślinności łąkowo-bagiennej tzw. kompleks rynny Jeziora Świeskiego. Pełni on funkcję węzła ekologicznego, gromadzącego główne zasoby materii organicznej.